# カーブース・ビン・サイード
カーブース・ビン・サイード・アール＝サイード（アラビア語: قابوس بن سعيد آل سعيد, ラテン文字転写: Qābūs bin Sa’īd Āl Sa’īd、1940年11月18日 - 2020年1月10日）は、オマーン国王（在位：1970年7月23日 - 2020年1月10日）。首相（在任：1972年1月2日 - 2020年1月10日）、国防相、外相、財務相を兼任した。18世紀から続くブーサイード家の第14代君主にあたる。

## 経歴

### 青年期
代々のスルタンを出してきた南部の港町サラーラの出身。幼少期を同地で過ごし、インド・プネーで16歳まで過ごした後にイギリスに留学する。20歳の時にサンドハースト王立陸軍士官学校に入学し、1962年9月に卒業。卒業後はイギリス軍・キャメロニアン連隊に配属され、1年間西ドイツに赴任する。
退役後は地方行政学を学び1966年に帰国するが、父王サイード・ビン・タイムールによってサラーラの宮殿に軟禁状態に置かれ、サイードの顧問から説明を受ける時を除き、政治に関与することを認められなかった。軟禁中はイスラム教とオマーンの歴史について学び、イギリス軍時代の友人ティモシー・ランドンやサイードの顧問の息子、宮殿の警備関係者以外との交流は認められなかった。カーブースはサイードの保守的な政策に反対し、国外に駐在する協力者と連携してクーデターを計画していた。

### 国王即位

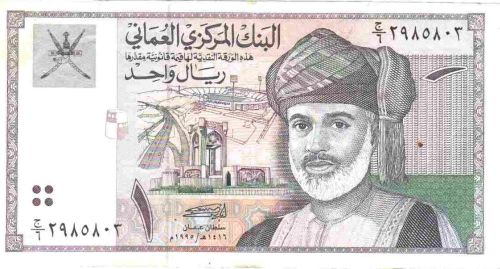
カーブースが描かれた1オマーン・リアル

1970年7月23日、宮廷クーデターを起こしてサイードを追放し、自身が国王に即位した。即位後、カーブースは国名を「マスカット・オマーン土侯国」から「オマーン国」に改称し、誕生日である11月18日を国民の祝日に制定し、即位した7月23日も「ルネサンスの日」として祝日に制定している。
一方、政治体制は絶対君主制を維持し、全ての権限を自身に集中させた。全ての法律は王室政令として発布され、行政官や裁判官の任免権もカーブースが掌握し、カーブースの権威は不可侵のものとされている。また、現在流通しているオマーン・リアルの全ての紙幣に肖像が使用されている。

### 治世

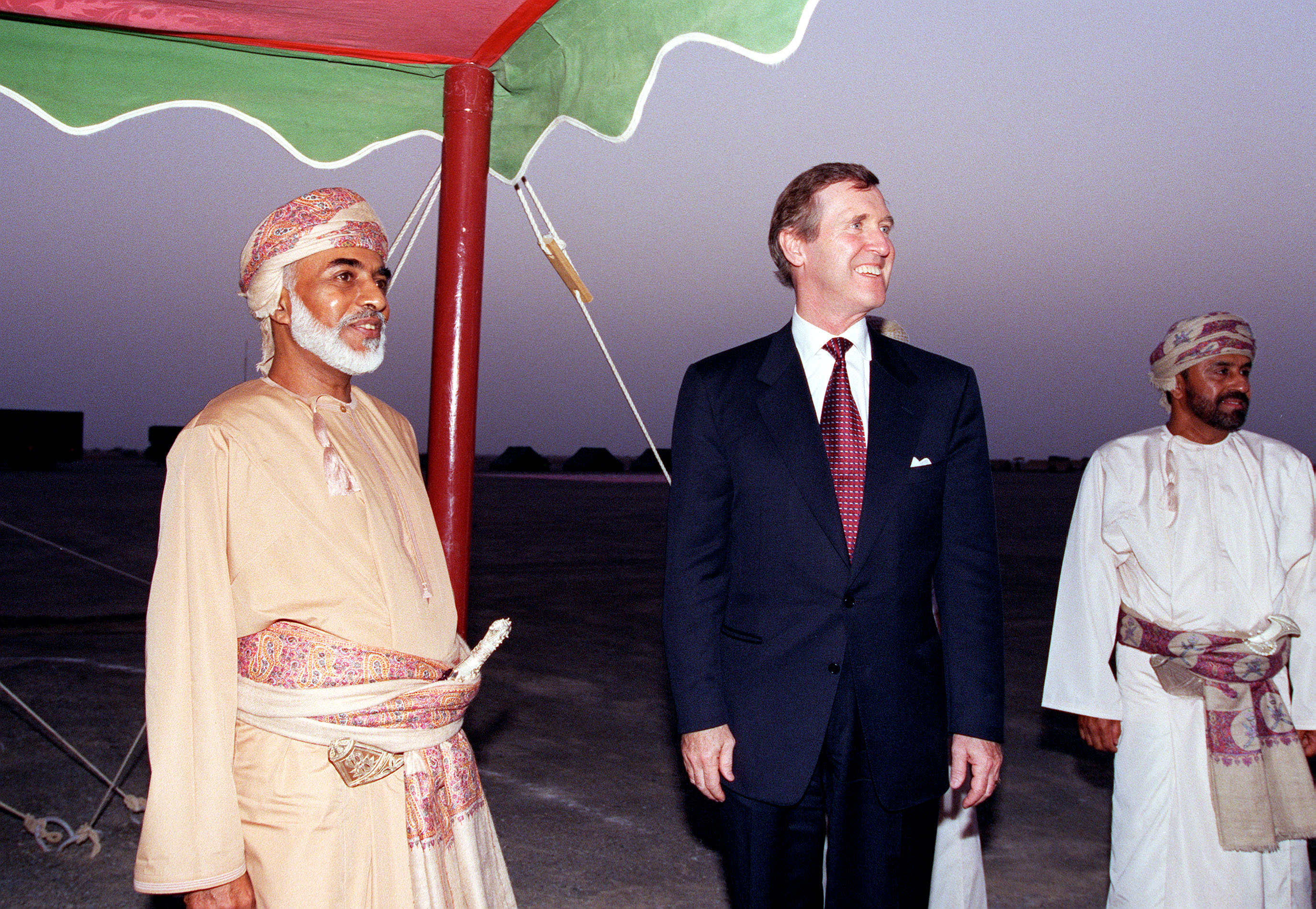
カーブースとウィリアム・コーエン（1998年）

カーブースはイバード派のイデオロギーに基づくイスラム的伝統を堅持しつつ、国王の主導による近代化政策を強固に押し進めている。即位後間もなく、父王の時代に発生したドファールの反乱に対してパフラヴィー朝のモハンマド・レザー・パフラヴィー、ヨルダンのフセイン1世、イギリス軍の支援を受けて反乱を鎮圧している。
1971年10月には鎖国政策を放棄して国際連合に加盟する。1980年にはアメリカ合衆国と防衛協定を締結するなど西側諸国との同盟関係を構築する一方、他のアラブ諸国とは異なりイランとも良好な関係を維持しているため、アメリカとイランとの仲介者として活動していた。湾岸協力会議(GCC)の設立に関わり、1981年5月25日の設立と同時に加盟。湾岸戦争の経験を基にGCC合同軍の設立を提唱しており、サウジアラビアとの関係強化を図っている。

### アラブの春

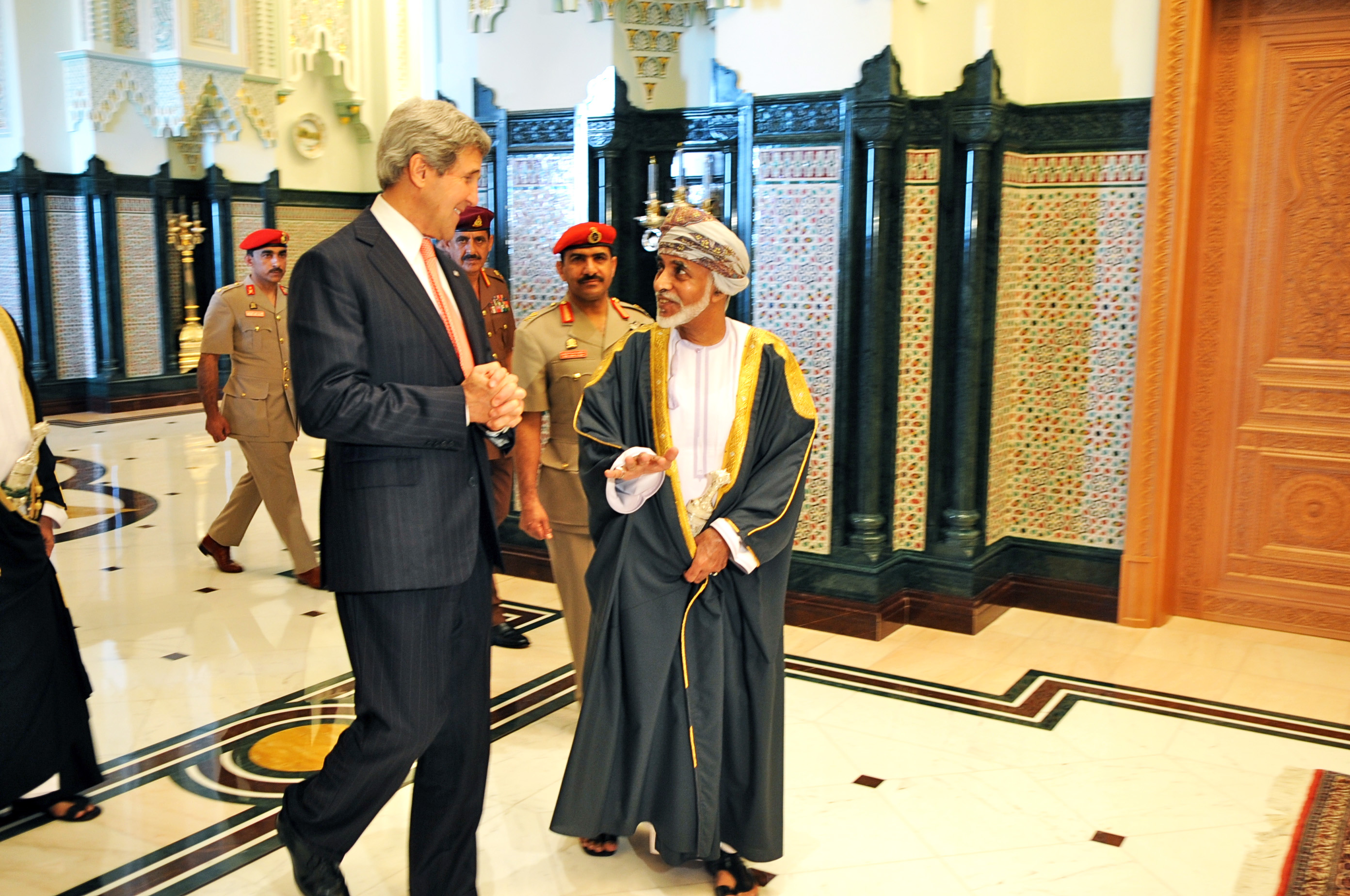
カーブースとジョン・ケリー（2013年）

2011年1月17日、マスカットでアラブの春の影響を受けた国民が政官の汚職批判や生活改善を訴え反政府デモを実施し、各地で同様のデモが頻発し警官隊と衝突する事態に発展した。
カーブースはこれに対して雇用創出、失業手当の支給、社会保障費の増額、公務員の給与・年金・退職金増額などの政策を決定した他、大幅な政治改革を実施した。国王即位以来、側近として自身を支えていた国家経済相、商工相、宮内相、王宮府長官、王立警察長官を含む閣僚20名を罷免したが、一方で閣僚の汚職容疑については証拠不十分で起訴を見送っている。また、それまで諮問機関に過ぎなかった議会に立法権と行政監査権を付与した他、国家経済省の廃止、財務省・消費者庁の設置、検察庁の独立、地方議会・国立大学・イスラム銀行の設置を決定し、これ以降反政府デモは鎮静化した。
これらの決定について、松本弘は「反政府デモを利用した政権中枢の世代交代」「正常な国家運営に必要な職掌分担」と分析している。

### 崩御
晩年はドイツやベルギーなどで療養し、2020年1月10日、79歳で崩御。

## 後継者問題
1976年3月22日、サイードの弟ターレク王子の娘ナワール王女と結婚するが、1979年に離婚。ナワールは2005年に他の男性と再婚している。カーブースには子供はおらず、後継者も指名していない。2014年に癌の治療のためにドイツに8カ月間滞在した際に後継者問題が浮上するが、治療が終わった後も後継者を指名していない。オマーン王室にはターレクの息子や孫がおり、それぞれ政府の要職に就いているため、カーブースの崩御後はターレクの家系から国王が選ばれると言われている。生前、公には後継を指名しておらず、いとこのアスアド・ビン・ターリク・アール・サイード国王代理兼副首相が有力視されていた。
カーブース国王の崩御を受け、後継を選ぶ王族評議会は2020年1月11日、いとこのハイサム・ビン・ターリク・アール＝サイード遺産文化相を指名した。ハイサム新国王は同日、即位を宣言した。
国家基本法（憲法に相当）は王族評議会で合意に至らない場合、国王の遺言に基づき次期国王を選出すると規定している。カーブース国王の遺言書が開けられ、王族たちの前で読み上げられた。

## 人物

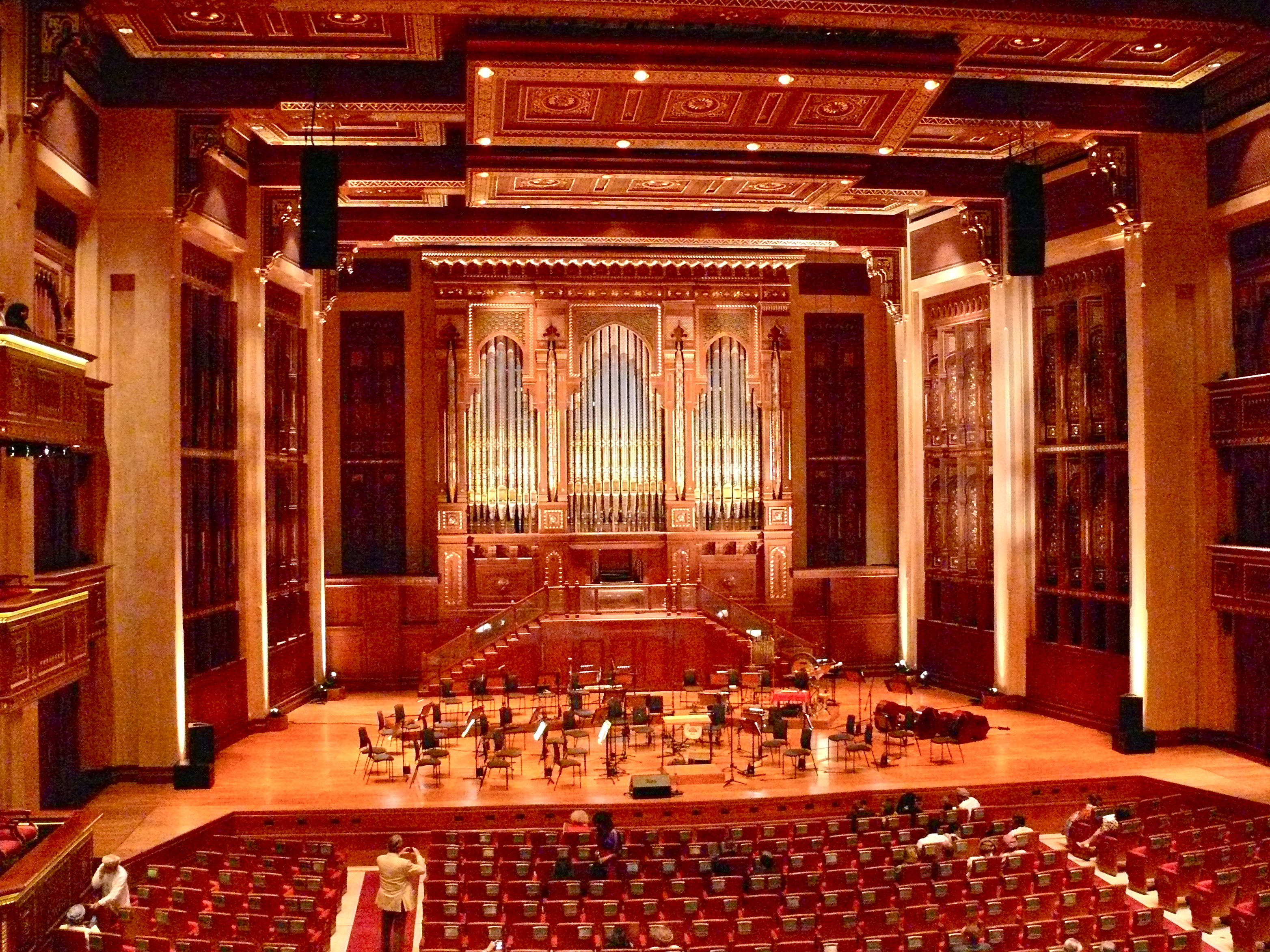
ロイヤル・ソロ

- クラシック音楽の愛好家・パトロンとして知られている。カーブースが1986年に結成したオーケストラは彼の外遊に同行することも多く、中東では高い評価を受けており[18]、ラロ・シフリンにオーケストラの作曲を依頼したこともある[19]。楽器の中では特にパイプオルガンを愛好しており[20]、王立オペラ劇場には「ロイヤル・ソロ」と名付けられた世界最大のパイプオルガンが設置されている[21]。また、オマーンの民俗音楽家サリム・ラシッド・スリ（英語版）のパトロンでもある[22]。
- 親日家としての一面もあり、「国家開発の手本として日本人を見習うべし」と述べている他、東日本大震災の際には1,000万ドルの義援金を日本に提供している[7]。